# Listă de localități din România denumite după râuri
Aceasta este o listă de localități din România denumite după râuri.
| Localitate      | Comună          | Județ         |
| --------------- | --------------- | ------------- |
| Timișoara       | -               | Timiș         |
| Dragova         | Cândești        | Neamț         |
| Neajlovu        | Morteni         | Dâmbovița     |
| Târgu Jiu       | -               | Gorj          |
| Siret           | -               | Suceava       |
| Saciova         | Reci            | Covasna       |
| Caransebeș      | -               | Caraș-Severin |
| Topolog         | Topolog         | Tulcea        |
| Târgu Mureș     | -               | Mureș         |
| Sfântu Gheorghe | Sfântu Gheorghe | Tulcea        |